# Anti-Nazi League
L'Anti-Nazi League (Lega anti-nazista - LAN) è stata un'organizzazione creata nel 1977 al fine di opporsi alla continua crescita, durante quegli anni, dei movimenti di estrema destra nel Regno Unito, come il Fronte Nazionale, il British Movement, e il National Labour Party.
È stata attiva tra il 1977 ed il 1981 ed i membri fondatori furono Peter Hain (ex leader liberale e sottosegretario di stato dell'Irlanda del Nord) e Paul Holborow (membro del partito socialista inglese).
La principale attività della lega durante gli anni settanta fu in opposizione al British National Front, un movimento guidato da John Tyndall con una lunga storia fatta di coinvolgimenti con gruppi fascisti e nazisti. Altro bersaglio della LAN è stato il British Movement.
Dopo un periodo di pausa nella seconda metà degli anni ottanta, il movimento ha conosciuto una nuova fase di attività nel 1992, in opposizione al British National Party (BNP).
Nel 2004 è confluito nell'organizzazione Unite Against Fascism.

## Attività
Oltre all'attività di protesta contro i gruppi citati, la LAN ha collaborato con il movimento negli anni settanta alle manifestazioni musicali svolte nel periodo dal Rock Against Racism e con un movimento simile noto come Love Music Hate Racism.